# هتل ایران
۳۷°۱۶′۴۶٫۸۸″ شمالی ۴۹°۳۵′۱٫۹۸″ شرقی / ۳۷٫۲۷۹۶۸۸۹°شمالی ۴۹٫۵۸۳۸۸۳۳°شرقی
هتل ایران مربوط به دوره پهلوی است و در رشت، میدان ضلع شمالی شهرداری واقع شده و این اثر در تاریخ ۲۵ اسفند ۱۳۷۹ با شمارهٔ ثبت ۳۴۹۹ به‌عنوان یکی از آثار ملی ایران به ثبت رسیده است.